# Ralph Hopton, I barone Hopton
Ralph Hopton, I barone Hopton (1598 – Bruges, settembre 1652), è stato un condottiero inglese, comandante realista nella Guerra civile del Seicento.

## Vita
Figlio di Robert Hopton di Witham (Somerset), sembra che sia stato educato al Lincoln College di Oxford e che abbia prestato servizio nell'esercito di Federico V Elettore Palatino, nelle prime campagne della Guerra dei trent'anni. Nel 1624 fu tenente colonnello di un reggimento raccolto in Inghilterra per servire nell'esercito di Mansfeld. Re Carlo I, alla sua incoronazione, nominò Hopton Cavaliere del Bagno (Ordine del Bagno). Nei tumulti politici che precedettero lo scoppio della Guerra civile, Hopton, come membro del Parlamento consecutivamente per Bath, Somerset e Wells, dapprima si oppose alla politica reale, ma dopo la condanna di Strafford (a favore della quale aveva votato) divenne gradualmente un ardente sostenitore di Carlo, e all'inizio del conflitto fu nominato luogotenente generale sotto il marchese di Hertford ad ovest.
La sua prima impresa fu di mobilitare la Cornovaglia a favore della causa reale, accusando i nemici davanti al grand jury della contea come disturbatori della pace e facendo convocare il posse comitatus per espellerli; quella successiva, di portare la guerra da là nel Devon. Nel maggio 1643 ottenne una brillante vittoria a Stratton, nel giugno invase il Devon, e il 5 luglio inflisse una severa sconfitta a Sir William Waller nella battaglia di Lansdowne. A Lansdowne fu gravemente ferito dall'esplosione di un carro delle polveri e subito dopo fu assediato a Devizes da Waller; si difese finché il 13 luglio non fu liberato dalla vittoria della battaglia di Roundway Down. Subito dopo fu creato barone Hopton di Stratton. Ma i suoi successi all'ovest furono interrotti dalla sconfitta nella battaglia di Cheriton nel marzo 1644. Dopo di ciò prestò servizio nella campagna occidentale sotto il comando dello stesso Carlo, e verso la fine della guerra, dopo che Goring ebbe lasciato l'Inghilterra, gli subentrò al comando dell'esercito reale. Era troppo tardi per arginare la marea della vittoria del Parlamento, e Hopton, sconfitto nella sua ultima resistenza a Torrington il 16 febbraio 1646, si arrese a Thomas Fairfax.
In seguito accompagnò il Principe di Galles nei suoi tentativi di prolungare la guerra nelle Isole Scilly e nelle Isole del Canale. La sua assoluta lealtà era incompatibile con lo spirito di concessione e compromesso che prevalse nel consiglio del principe dal 1649 al 1650, e si ritirò dalla partecipazione attiva alla causa del realismo. Morì in esilio a Bruges nel settembre 1652. Il titolo di pari si estinse alla sua morte.
Il re, il Principe Carlo e la cerchia del governo apprezzarono i meriti del "loro fedele luogotenente meno di quanto fecero i suoi nemici Waller e Fairfax, il primo dei quali scrisse, 'la stessa ostilità non può violare la mia amicizia per la vostra persona', mentre il secondo parlò di lui come di 'uno che onoriamo e stimiamo al di sopra di qualunque altro del vostro partito'".